# Transdukcija (genetika)
Transdukcija je prijenos bakterijske DNK iz jedne stanice u drugu. Proces se odvija uz pomoć bakterijskih virusa. Ovim se procesom rekombiniraju geni bakterija, ali ne i geni virusa. 
S obzirom na način kako se razmnožavaju bakteriofazi, transdukcija može biti opća i specijalna transdukcija.
Opću su otkrili Zinder i Joshua Lederberg kod bakterija Salmonella typhimurium i faga P22 1952. godine. Dvojac znanstvenika napravio je U-cijev. Strane cijevi bile s odvojene filtrom čije su pore bile manje od bakterije. Na svakoj se strani U-cijevi nalazio po jedan auksotrofni soj bakterije Salmonella typhimurium. Premda je postojala fizička barijera između sojeva, rekombinacije se dogodila. Pri tome je nastao prototrofan soj koji je rastao na minimalnoj podlozi. Zbog enzima koji su razgrađivali golu DNK, isključena je bila mogućnost transformacije. Onaj tko je bio dovoljno malen za proći kroz pore bio je virus P22 čije su čestice bile u podlozi i on je prenio genski materijal kroz pore iz jedne bakterije u drugu.
Kod specijalne transdukcije, prenosi se samo ograničeni broj gena bakterije u blizini mjesta gdje je ugrađen profag. Specijalnu transdukciju se izvodi uz pomoć umjerenih (temperiranih) faga. Uočena je u faga lambda i E. coli.